# Aeroportos de Moçambique

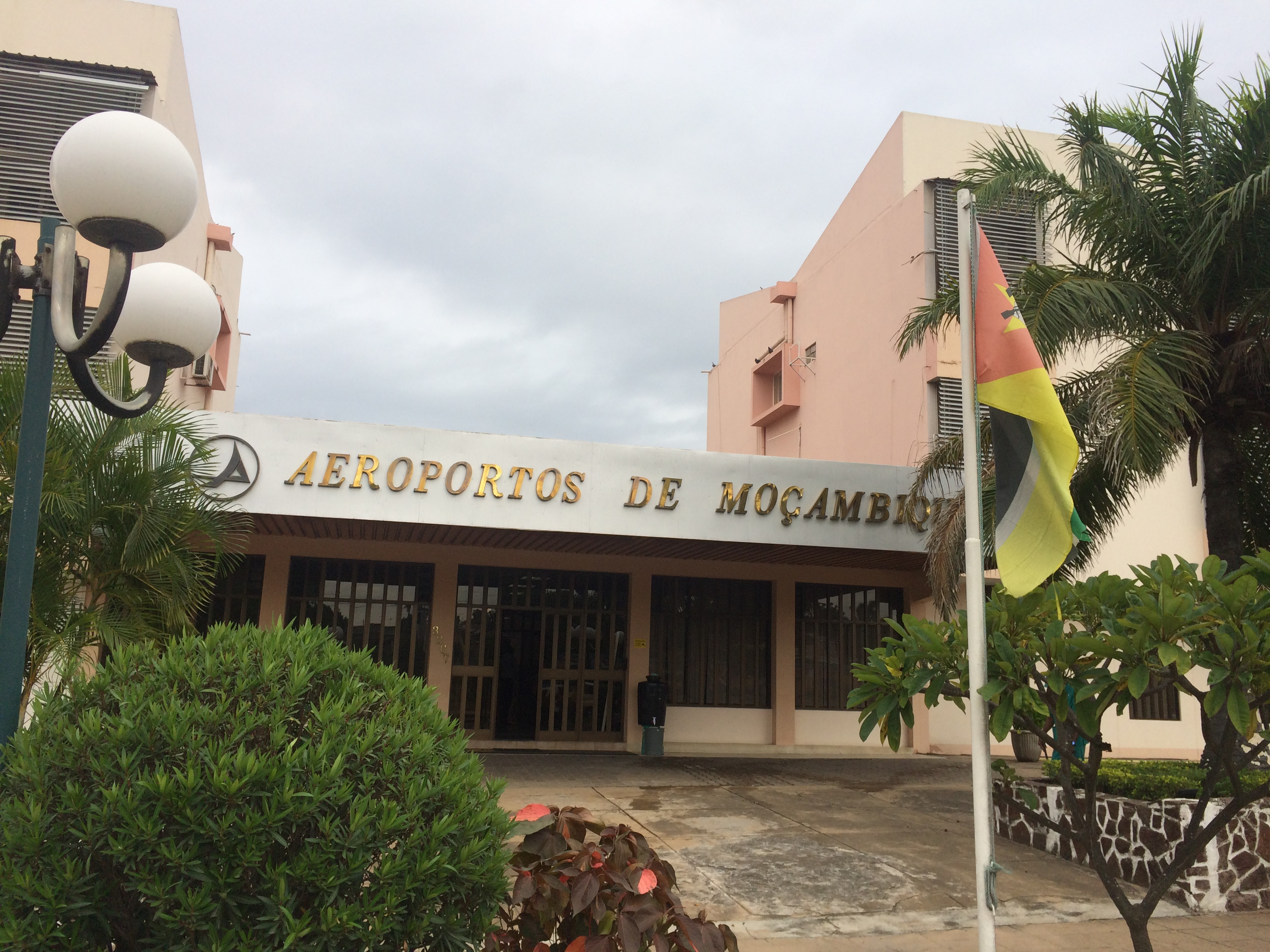
Sitz der Aeroportos de Moçambique am Flughafen Maputo

Aeroportos de Moçambique, offiziell Aeroportos de Moçambique, Empresa Pública, portugiesisch für „Flughäfen von Mosambik, öffentliches Unternehmen“, ist ein staatliches mosambikanisches Unternehmen. Aeroportos de Moçambique besitzt und verwaltet alle Flughäfen Mosambiks, das Unternehmen hat seinen Sitz am Flughafen Maputo. In seiner heutigen Form besteht das Unternehmen seit 1980, eine koloniale Luftfahrtverwaltung für das gesamte Land bestand seit 1954.

## Geschichte
Als Vorläufer des Unternehmens gilt am 11. Mai 1954 gegründete, koloniale Verwaltungsbehörde Serviços de Aeronáutica Civil (SAC). Im Zuge der Unabhängigkeit Mosambiks firmierte diese ab 1976 als Direcção Nacional de Aviação Civil. Die mosambikanische Dienststelle hatte den Auftrag die gesamte mosambikanische Luftfahrt zu koordinieren und zu verwalten.
Im Zuge einer Reorganisation des staatlichen Verkehrssektors wurde die Dienststelle zum 1. November 1980 in ein staatliches Unternehmen mit dem Namen Empresa Nacional dos Aeroportos de Moçambique E.E. umgewandelt. Zum 10. Februar 1998 wechselte die Unternehmensform von „empresa estatal“ (EE, staatliches Unternehmen) zu „empresa pública“ (EP, öffentliches Unternehmen). Der mosambikanische Staat ist bis heute über das Instituto de Gestão das Participações do Estado Alleineigentümer des Unternehmens.

## Aufgaben
Aeroportos de Moçambique ist für die gesamte Luftfahrtverwaltung und -koordination Mosambiks zuständig. Neben der Verwaltung und Instandhaltung der Flughäfen, gehört dazu auch die Flugsicherung. Der gesamte mosambikanische Flugraum gehört zum Fluginformationsgebiet Beira (Beira Flight Information Region), zugewiesen durch die Internationale Zivilluftfahrtorganisation.
Das Unternehmen ist im Besitz des mosambikanischen Staates mit eigener Verwaltungs- und Finanzautonomie. Es ist dem Ministerium für Verkehr und Kommunikation (Ministério dos Transportes e Comunicações) unterstellt.

## Flughäfen und Flugplätze

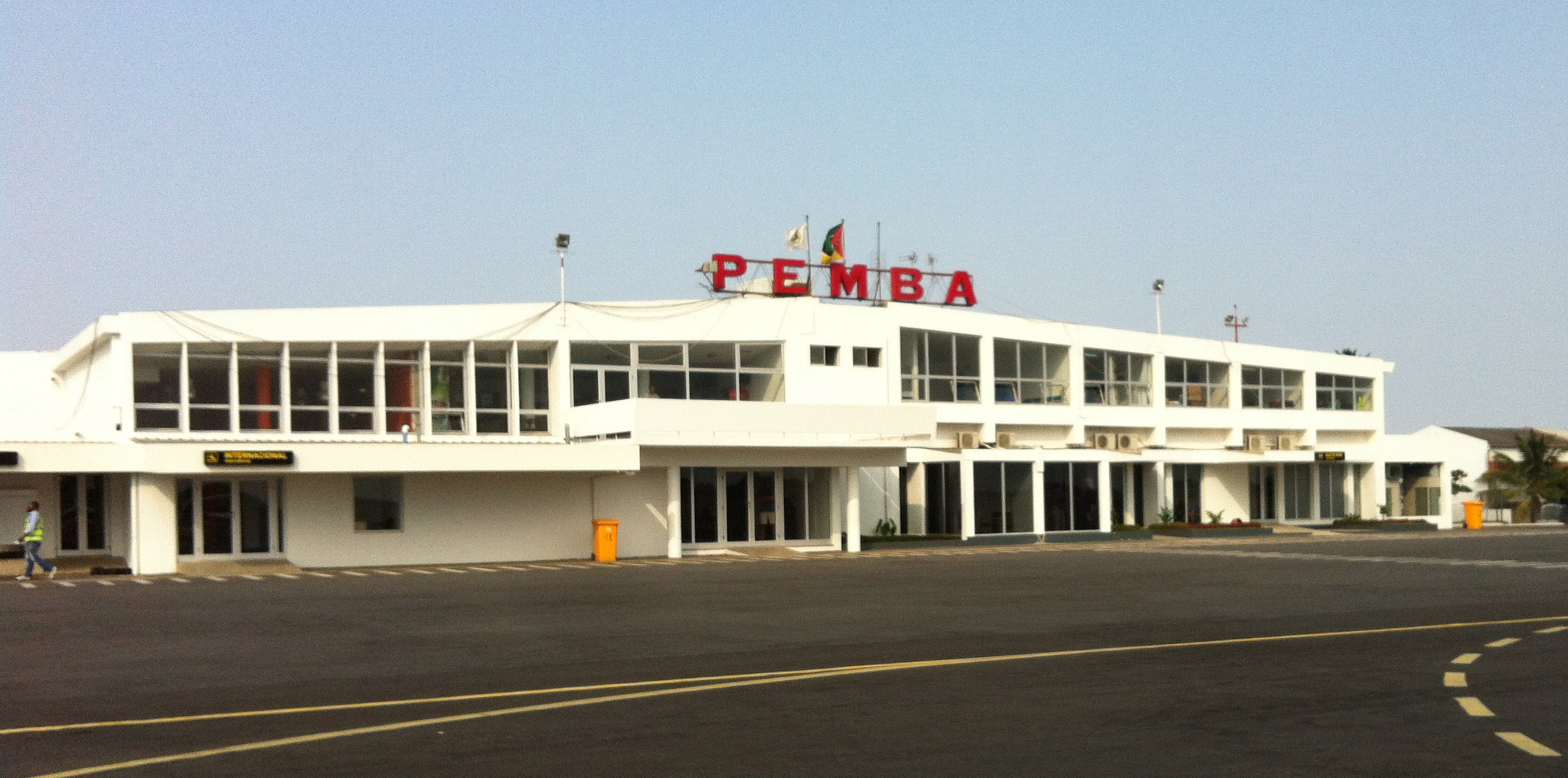
Flughafen Pemba

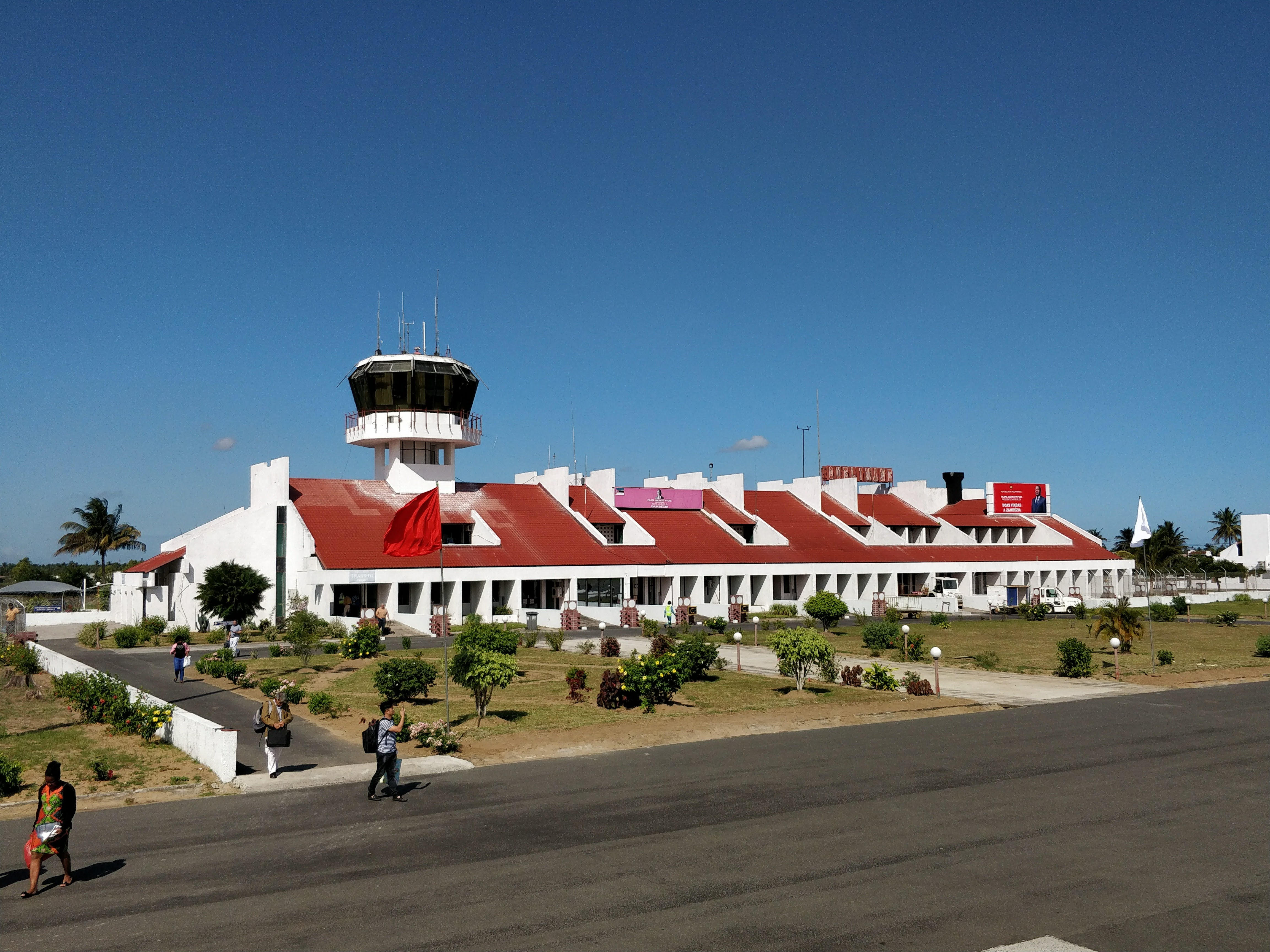
Flughafen Quelimane

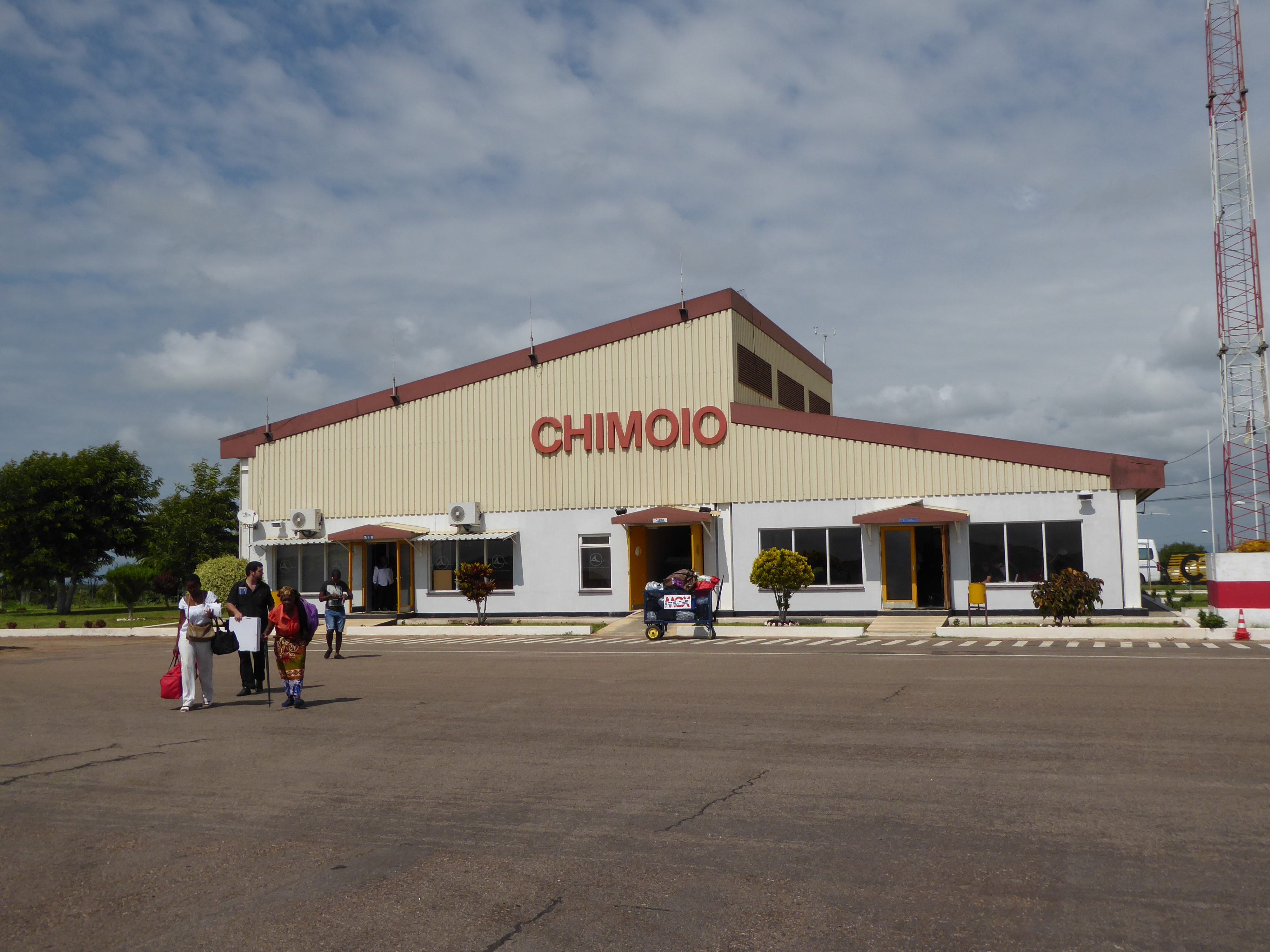
Flughafen Chimoio

Aeroportos de Moçambique unterhält 20 Flughäfen und Flugplätze in Mosambik. Sechs Flughäfen werden von internationalen und nationalen Fluggesellschaften angeflogen:
- Maputo (MPM)
- Beira (BEW)
- Tete (TET)
- Nampula (APL)
- Nacala (MNC) und
- Pemba (POL).

Fünf Flughäfen werden ausschließlich im Linien-Inlandsverkehr genutzt:
- Vilankulo (VNX)
- Inhambane (INH)
- Chimoio (VPY)
- Quelimane (UEL) und
- Lichinga (VXC).

Des Weiteren unterhält das Unternehmen neun Flugplätze ohne regulären Linienverkehr (Bilene, Inhaca, Costa do Sol, Ponta de Ouro, Songo, Ulongwe, Lumbo, Angoche und Mocimboa da Praia). Es gibt Bestrebungen einzelne Flughäfen zu privatisieren.
Für die Flugsicherung unterhält das Unternehmen zehn Tower und zwei Bezirkskontrollstellen (ACC) und beschäftigt etwa 86 Fluglotsen. Im gesamten Unternehmen arbeiten 700 Angestellte.